# Loona (grupo musical)
Loona (estilizado como LOOΠΔ; en hangul, 이달의 소녀; en hanja, 이달의 少女; romanización revisada, Idarui Sonyeo; literalmente, «Chica del mes») fue un grupo musical femenino surcoreano creado por la compañía Blockberry Creative. Desde octubre de 2016 hasta marzo de 2018, una nueva miembro fue revelada cada mes a través del lanzamiento de un álbum sencillo. Luego fueron introduciéndolas en subunidades con extended plays (EP), siendo tres en total: Loona 1/3, Odd Eye Circle y Loona YYXY. El 19 de agosto de 2018, con el proyecto terminado, las doce miembros debutaron como un grupo completo con el EP + + y canción principal «Hi High». Para julio de 2023, las 12 integrantes ya habrían finalizado sus contratos con Blockberry Creative. El grupo no se ha disuelto oficialmente, sin embargo, con ninguna miembro bajo la compañía, el grupo se encuentra en hiatus.

## Historia

### 2016-2018: Proyecto predebut
El 28 de septiembre de 2016, Blockberry Creative lanzó un teaser para el primer video musical, «ViViD» de Heejin, esto ocurrió un poco después de que la empresa fuera fundada. El 2 de octubre, la compañía anunció a través de Naver que debutarían su primer grupo de chicas a través de un proyecto predebut de 18 meses de duración. Después de este anuncio, los teasers fueron lanzados para la primera miembro, Heejin, así como el teaser de un video musical adicional para el remix acústico de «ViViD», ambientado en París, Francia. El 4 de octubre se estrenó el video musical «ViViD» y su remix acústico.
El 28 de octubre, la segunda miembro, Hyunjin, fue revelada. El 10 de noviembre, el sencillo de debut «Around You» de Hyunjin fue lanzado en un video musical de 10 minutos en formato corto. Seis días más tarde, se estrenó el video musical de Heejin y la canción de colaboración «I'll Be There» de Hyunjin, filmada en Tokio, Japón, junto con el video musical oficial de «Around You».
El 3 de diciembre, se anunció la tercera miembro, Haseul. El 11 de diciembre, se estrenó el video teaser de «Let Me In», revelando que el video musical de Haseul fue filmado en Islandia. El 14 de diciembre, se estrenó el video teaser de la canción colaboración de Navidad «The Carol» de Heejin, Hyunjin y Haseul, y se reveló que el video musical había sido filmado en Londres, Inglaterra. El 15 de diciembre, los videoclips de «Let Me In» y «The Carol» fueron lanzados.
El 4 de enero de 2017, la cuarta miembro, Yeojin, fue revelada. El 12 de enero, se estrenó el video teaser de Yeojin, «Kiss Later». Los siguientes días se estrenó un teaser para Heejin y Hyunjin, «My Sunday», y un teaser para el primer sencillo «My Melody» de Haseul y Yeojin, ambos videos musicales fueron filmados en Taipéi, Taiwán. El video oficial «Kiss Later» de Yeojin fue lanzado el 16 de enero, seguido por «My Sunday» de Heejin y Hyunjin el 17 de enero, y finalmente «My Melody» de Haseul y Yeojin el 18 de enero.
El 13 de febrero, la quinta miembro, ViVi, fue revelada. La primera subunidad de Loona, LOOΠΔ 1/3, formada por Heejin, Hyunjin, Haseul y la nueva miembro, ViVi, lanzarán el EP Love&Live y el sencillo acompañante del mismo nombre el 13 de marzo. El video musical de la pista fue revelado para ser filmado en Nueva Zelanda y Hong Kong. La subunidad iniciará oficialmente su promoción a partir del 12 de marzo, comenzando las promociones en el SBS Inkigayo.
El 5 de abril, se confirmó que ViVi sería la próxima a lanzar un álbum sencillo. Su álbum fue lanzado el 17 de abril, con la siguiente miembro, Jinsoul. El 23 de abril, el miniálbum reeditado de LOOΠΔ 1/3, Love & Evil fue anunciado con un teaser para el sencillo «Sonatine», que fue lanzado el 27 de abril.
Entre mayo y julio del mismo año las miembros Kim Lip, Jinsoul y Choerry lanzaron sus sencillos debut, continuando con el patrón del grupo. 
La segunda subunidad del grupo, Odd Eye Circle, compuesta por Jinsoul, Kim Lip y Choerry, lanzó el EP Mix & Match el 21 de septiembre de 2017 y comenzó las promociones el mismo día en M Countdown de Mnet. La versión en inglés de «Loonatic» fue lanzada el 23 de octubre. El 31 de octubre, lanzaron una edición reeditada de su primer EP, titulada Max & Match, que incluía tres nuevas canciones.
En septiembre, se anunció que las integrantes Haseul, Heejin, y Hyunjin participarían en el programa de supervivencia Mix Nine, pero solamente Heejin y Hyunjin pasaron la audición. Hyunjin terminó situándose en decimoctavo lugar, mientras que Heejin en el cuarto, quedando dentro de la posible alineación del grupo proyecto, sin embargo, el grupo masculino de participantes ganó al femenino, no logrando debutar. 
Entre noviembre de 2017 y enero de 2018, Yves, Chuu y Go Won continuaron con el patrón mensual lanzando sus sencillos debut correspondientes. En marzo de 2018, el sencillo para la última miembro Olivia Hye fue lanzado.
El 30 de mayo de 2018, la tercera subunidad del grupo LOOΠΔ yyxy debutó con el EP beauty&thebeat. La canción principal «love4eva» cuenta con la participación de la artista canadiense Grimes.

### 2018-2019: Debut con[+ +]y[X X]
El 20 de agosto de 2018, Loona debutó oficialmente con toda su alineación, a través del lanzamiento de su extended play [+ +]. El álbum incluyó a "FavOriTe" como sencillo promocional y a "Hi High" como la pista principal. Debutó en el número dos en la Gaon Album Chart, y fue el segundo álbum debut más vendido por un grupo de chicas en 2018. [+ +] fue reeditado como [X X] el 19 de febrero de 2019, con seis pistas nuevas, incluyendo un nuevo sencillo, "Butterfly". El 17 de agosto de 2019, Loona hizo su primera aparición en Estados Unidos, presentándose en KCON 2019 en Los Ángeles. El 13 de diciembre de 2019, Loona lanzó un sencillo llamado "365", como un agradecimiento a sus fanáticos.

### 2020-2022:[#],[12:00],[&], y Special Miniálbum Flip That
El 7 de enero de 2020, Blockberry Creative anunció que la líder del grupo, HaSeul, no participaría en las promociones del siguiente álbum de Loona debido a problemas de salud mental. Se mencionó que fue diagnosticada con "síntomas de ansiedad intermitente", por lo que tomaría un descanso para concentrarse en su salud. El 5 de febrero de 2020, Loona lanzó su segundo EP titulado [#], junto con la pista principal "So What". Aunque Haseul no apareció en el sencillo principal, su voz fue utilizada en tres canciones del álbum, incluyendo "365". El EP debutó en el número 2 de la Gaon Album Chart. El 12 de marzo de 2020, Loona tuvo su primera victoria en un show musical con "So What" en M Countdown.
El 19 de octubre, Loona lanzó su tercer EP titulado [12:00], junto con su sencillo principal "Why Not?". HaSeul siguió sin aparecer para concentrarse en su salud. Siendo su álbum más vendido a la fecha, debutó en el número 4 de la Gaon Album Chart, y fue su primer álbum en entrar al Billboard 200, debutando en el número 112. El 18 de noviembre, Loona lanzó el video musical para "Star", otra canción de [12:00]. Teniendo su posición más alta en el número 40, "Star" es la primera entrada de Loona en la Billboard Mainstream Top 40, convirtiéndolas en el segundo grupo de chicas de K-pop en entrar a la lista.
El 1 de junio de 2021, Loona anunció su regreso para el 28 de junio, con su cuarto EP [&], en donde HaSeul vuelve a sus actividades grupales tras un año y 6 meses de hiatus. Actualmente la canción Paint The Town tiene 2 premios en shows musicales.
Poco después que terminara la participación del grupo en el programa de televisión Queendom 2, anunciaron un regreso con su Special Mini Album "Flip That" para el 20 de junio de 2022, con el que recibieron 2 premios en shows musicales.

### 2022-2023: Expulsión de Chuu y terminación de contratos con BBC
En noviembre del 2022, se informó que Chuu fue expulsada del grupo, debido a que la agencia la acusó de abuso de poder. Debido a esto, se inició una fuerte campaña de boicot de parte de los fans hacia Blockberry Creative exigiendo la separación del grupo y la libertad de las miembros de salirse de la agencia si estas lo deseaban.
El medio JTBC Entertainment News reportó que 9 de las 11 integrantes de Loona (a excepción de Hyunjin y Vivi) habrían presentado una demanda contra su agencia para la finalización de sus contratos exclusivos debido a la violación de contrato por parte de la agencia. Ante esto, Blockberry Creative había dado una respuesta breve afirmando que los reportes eran falsos. Fue hasta el 13 de enero de 2023 que se dio a conocer que 4 de las 9 integrantes que habían demandado y exigido la finalización de sus contratos exclusivos; Heejin, Kim Lip, Jinsoul y Choerry,habrían ganado la demanda, mientras que el resto debe de permanecer bajo la agencia debido a que hace un año se habrían modificado sus contratos, por lo que no se les concedió su salida, Kim Lip, JinSoul y Choerry volvieron a redebutar con la antigua subunidad Odd Eye Circle y se convirtió en una unidad independiente al otro grupo. La finalización de dichos contratos fue una medida de prevención debido a que fueron declarados como los más "abusivos y necesitaban una finalización inmediata". Finalmente, Blockberry Creative respondió diciendo "Actualmente estamos investigando esto. Planeamos realizar una declaración más adelante".
El 3 de febrero, se anunció que las miembros Hyunjin y Vivi se han presentado para rescindir sus contratos exclusivos con BlockBerry Creative. Tras esto, oficialmente todas las miembros del grupo se han presentado para rescindir sus contratos con la empresa. El 17 de marzo, las miembros Heejin, Kim Lip, Jinsoul y Choerry firmaron contratos exclusivos con Modhaus, mientras que el 21 de junio se reportó que Haseul también había firmado con la misma empresa. El 31 de marzo, en una entrevista con el CEO de Modhaus y ex director creativo de Blockberry Creative, Jaden Jeong, reveló que Heejin, Kim Lip, Jinsoul y Choerry ya estaban grabando música bajo el nuevo sello.
El 16 de junio de 2023, se reveló que oficialmente todas las miembros del grupo ganaron sus casos por rescisión de contrato con BlockBerry Creative. El Tribunal Superior de Seúl falló a favor de los miembros de LOONA ya que el tribunal vio un problema con la transferencia del contrato exclusivo de la BBC a Universal Japan sin el consentimiento por escrito de los miembros. El 11 de junio, se reportó que las miembros Hyunjin y ViVi firmaron contratos exclusivos con la agencia CTD E&M, Vivi, Hyunjin, Gowon, Hyeju y Yeojin redebutaron como grupo, bajo el nombre Loossemble. Por su parte, Haseul firmó un contrato exclusivo con Modhaus al igual que HeeJin, Kim Lip, JinSoul y Choerry, de ese modo se completa la alineación del proyecto ARTMS.
El 14 de mayo de 2024, Yves firmó un contrato exclusivo con Paix Per Mil. El 14 de mayo de 2024, cantó "Breath", una canción de las bandas sonoras originales de Missing Crown Prince, El 19 de mayo, hizo debut en solitario con el lanzamiento de su EP debut Loop, y el 30 de agosto sacaría su 1° Single con Tik Tok

## Miembros
- HeeJin (희진)
- Hyunjin (현진)
- Haseul (하슬)
- Yeojin (여진)
- ViVi (비비)
- Kim Lip (김립)
- Jinsoul (진솔)
- Choerry (최리)
- Yves (이브)
- Chuu (츄)
- Go Won (고원)
- Hyeju (혜주)

### Subunidades
- Loona 1/3 (이달의 소녀 1/3) – Haseul (líder de la subunidad),[45] ViVi, HeeJin, Hyunjin[46]
- Loona Odd Eye Circle (이달의 소녀 오드아이써클) – Kim Lip (líder de la subunidad),[47] Jinsoul, Choerry[48]
- Loona yyxy (이달의 소녀 yyxy, youth youth by young) – Yves (líder de la subunidad),[49] Chuu, Go Won, Hyeju[50]

## Discografía

### EP
- + + (2018)
- # (2020)
- 12:00 (2020)
- & (2021)
- Flip That (2022)

## Filmografía

### Dramas
| Año         | Cadena | Título           | Temporadas | Miembro(s) | Nota(s) |
| ----------- | ------ | ---------------- | ---------- | --- | --- |
| 2017 - 2018 | —      | First Love Story | 2          | - Haseul, Heejin, Hyunjin (reparto principal, temporadas 1 y 2) - ViVi, Yeojin (reparto regular, temporada 1 y 2) - Kim Lip (cameo, temporada 1 y 2) (reparto principal, temporada 3) - Choerry, Jinsoul (cameo, temporada 2) (reparto principal, temporada 3) | Drama web 7 episodios (en 9 partes) (temporada 1) 6 episodios + 1 especial (temporada 2) 6 episodios + 1 especial (temporada 3) |

### Reality shows
| Año       | Título                 | Cantidad de ep.         |
| --------- | ---------------------- | ----------------------- |
| 2016-2021 | LOOΠΔ TV               | 775 episodios.          |
| 2019-2020 | Jinsoul TV             | 4 episodios.            |
| 2019-2021 | Gowon TV               | 5 episodios.            |
| 2020-2020 | LOONA THE TAM          | 5 episodios.            |
| 2020-2020 | LOONA THE TAM Season 2 | 4 episodios + 1 behind. |
| 2020-2022 | LOONA LOG              | 35 episodios.           |